# Perissus myops
Perissus myops – gatunek chrząszcza z rodziny kózkowatych i podrodziny kózkowych (Cerambycinae).

## Taksonomia
Gatunek ten został opisany w 1863 roku przez Auguste'a Chevrolata.

## Opis
Ciało długości 9 mm i szerokości 2 mm, raczej wąskie, z wierzchu gęsto pokryte popielatoszarym owłosieniem. Czułki czarne, delikatnie popielatoszaro owłosione, sięgają do około tylnej ⅓ długości pokryw. Przedplecze dłuższe niż szerokie, prawie cylindryczne, z dwiema czarnymi kropkami tuż przed środkiem. Tarczka biała. Pokrywy z niemal równo rozstawionymi, trzema czarnymi, dużymi plamkami wzdłuż boków każdej, które ciągną się od krawędzi zewnętrznej do lub nieco za środek wierzchu. Pierwsza z plamek położona jest za ramiona, kolejna pośrodku długości, a trzecia w pewnej odległości od wierzchołka. Zewnętrzne kąty pokryw prawie ostre, przyszwowe tępe, a wierzchołek poprzecznie ścięty. Spód ciała bokami popielatobiało owłosiony. Przez środek odwłoka biegnie czarna przepaska. Odnóża czarne, delikatnie popielatoszaro owłosione. Na pierwszy rzut oka podobny do gatunków z rodzaju Demonax, od których różni się wyglądem głowy i czułków.

## Rozprzestrzenienie
Owad ten jest endemiczny dla Sri Lanki.